# Celulă ependimară
Celulele ependimare sunt celule modificate prevăzute cu cili și microvili (excepție fac celulele de pe podeaua ventriculului III – tanicite).

## Proprietăți
- căptușesc canalul ependimar al măduvei spinării și ventriculii centrali;
- prelungirile lor se unesc cu cele ale astrocitelor, rezultând membrana limitantă internă;
- captușesc plexurile coroidale (intervin în formarea lichidului cefalorahidian).

## Rol
- transport, realizat de celulele ependimare ale neurohormonlilor și factori eliberatori și inhibitori
- secretor, realizat de celulele secretoare